# لودوویت ریس
لودوویت رایس (هلندی: Ludovit Reis؛ زادهٔ ۱ ژوئن ۲۰۰۰) بازیکن فوتبال اهل هلند است.
از باشگاه‌هایی که در آن بازی کرده‌است می‌توان به خرونینگن اشاره کرد.